# Zeche Freiheit
Die Zeche Freiheit  in Holthausen bei Hattingen war ein Steinkohlenbergwerk. Die Zeche war auch unter dem Namen Zeche Freiheit Gerichts Stiepel bekannt. Die Zeche befand sich am Knappen Siepen, dem heutigen Bereich Am Knüpper. Das Bergwerk gehörte zum Märkischen Bergamtsbezirk und dort zum Geschworenenrevier Dahlhausen.

## Bergwerksgeschichte
Am 9. Dezember des Jahres 1776 erfolgte die Verleihung eines Längenfeldes. Im Jahr 1789 waren bereits zwei Stollen und mehrere Schächte vorhanden und das Bergwerk war in das Kartenwerk von Niemeyer eingetragen. Am 28. Juli 1792 wurden die Erbstollengerechtigkeit und ein weiteres Längenfeld verliehen. Das Bergwerk war vermutlich eine Zeitlang nicht belegt, denn am 19. Januar des Jahres 1797 wurde es wieder neu belegt. Im Bereich des Schachtes Sebastian (Schacht 6) wurde Abbau betrieben. Im Jahr 1800 war das Bergwerk nachweislich in Betrieb. Ab Januar 1814 wurde das Bergwerk in Fristen gesetzt. Am 31. Dezember 1842 wurde das Längenfeld Freiheit ins Westen verliehen, nachfolgend ging das Bergwerk erneut in Betrieb. Am 26. Januar des darauffolgenden Jahres wurde erneut ein Längenfeld verliehen.
Im Juli 1845 konsolidierten die Berechtsamen  Freiheit ins Westen, Freiheit Gerichts Stiepel und Irrgarten zur Freiheit mit dem Piepers Erbstollen. Der Betrieb wurde wieder aufgenommen und es wurde Abbau betrieben. Aus diesem Jahr stammen auch die ersten bekannten Förder- und Belegschaftszahlen des neu konsolidierten Bergwerks, damals wurden mit 15 Bergleuten 2195 Tonnen Steinkohle gefördert. In den Jahren 1854, 1858 und 1863 war das Bergwerk nachweislich in Betrieb, es werden jedoch keine weiteren Angaben für diese Jahre gemacht. Die letzten Förder- und Belegschaftszahlen des Bergwerks stammen aus dem Jahr 1855, in dem mit 27 Bergleuten 24.799¼ preußische Tonnen Steinkohle gefördert wurden. In den Jahren 1866 und 1867 wurde erneut in Fristen gearbeitet. Im Jahr 1895 wurde das Grubenfeld der Zeche Freiheit von der Zeche Blankenburg übernommen.

## Irrgarten
Über die Zeche Irrgarten wird nur sehr wenig berichtet. Das Bergwerk sollte im Jahr 1842 durch den Piepers Erbstollen gelöst werden. Am 31. Dezember desselben Jahres wurde ein Längenfeld verliehen. Im Juli 1845 konsolidierte das Bergwerk zur Zeche Freiheit.